# شهود (نمایشنامه)
شهود نمایشنامه‌ای از محمد چرمشیر است که در اردیبهشت ۱۳۷۷ به کارگردانی مریم کاظمی در تالار کوچک تئاتر شهر روی صحنه رفته‌است.